# 趣里
趣里（しゅり、1990年〈平成2年〉9月21日 - ）は、日本の女優、歌手、Trysome Bros.LLC合同会社業務執行社員。東京都出身。トップコート所属。本名は、水谷 趣里（みずたに しゅり）。

## 来歴
水谷豊と伊藤蘭の一人娘として誕生。幼少期は父の仕事がそれほど多くなく、送迎はもっぱら父の役目で、自転車に乗せて登園していたという。
4歳から井上バレエ団にてクラシックバレエを習い始め、6歳で初舞台に立つ。小学5年生の時に憧れだった『くるみ割り人形』の主役・クララを演じた頃から本格的にバレリーナを目指すようになる。バレエ一色の生活を送り、都内のインターナショナルスクールに3ヶ月間在籍後、オーディションに合格し15歳時に高校に進学するタイミングでイギリスのバレエ学校へバレエ留学する。しかしアキレス腱断裂に足首の剥離骨折と怪我が度重なり、医師から「前みたいには踊れない」と告げられ治療のため帰国。高等学校卒業程度認定試験大学入学の資格を得て、2009年明治学院大学文学部芸術学科に入学。
リハビリを続けつつ練習に打ち込むものの以前のように踊れることはなく、バレリーナへの夢を断念する。
失意の中でアルバイトや就職活動など将来を模索する日々を送り、表現活動への想いがどうしても消えないことから、軽い気持ちで参加した塩屋俊主宰の演技学校「アクターズクリニック」のレッスンで演技の面白さに目覚める。同クリニックでは海外のメソッドを学んだ。レッスンは週3回ほどで、ワークショップや、役づくりを細かく書いたノートを提出したりと、比較的ハードなカリキュラムだった。
幼少期から両親のドラマや歌番組を観て演技に興味を抱いていた一方で、両親と同じ道に進むのであれば「二世」となることから生半可な覚悟ではできないという重圧も感じていた中で、「でもお前は大丈夫だから頑張れ。女優を続けていけ」との塩屋の強い後押しによって女優を目指すことになる。
エイベックス・マネジメントに所属していた2011年、オーディションに合格し『3年B組金八先生ファイナル〜「最後の贈る言葉」4時間SP』（TBSテレビ）で女優デビュー。実年齢より5歳下で、担任教師の坂本金八に恋する中学生の役を演じた。この時、武田鉄矢は「金八のライバルだった小学校教師の娘」と表現している。その際、他の出演者からは竹中直人の娘だと思われていた。大学在学中にデビューし、多忙な芸能生活を理由に、2012年、大学4年時で大学を中退して女優の道へと進む。デビュー後も「アクターズクリニック」やアメリカの演技学校「ステラ・アドラースタジオ・オブ・アクティング」の短期ワークショップにて演技のレッスンを重ね、「自分のことはすべて自分で決めなさい」という両親の教育方針もあり、自ら進んで多くの舞台や映画、テレビドラマに出演して地道に経験を重ねる。
2014年6月、劇団オーストラ・マコンドーに加入。舞プロモーション、フリーを経て、2015年4月よりトップコートに所属。
2016年にはNHK連続テレビ小説『とと姉ちゃん』への出演で注目を集める。2012年から2016年まで舞台作品を中心に活動した後に映画、テレビドラマなどの映像作品にも力を入れ、2017年4月期のテレビドラマ『リバース』（TBSテレビ）での狂気的な妻の熱演は話題となり、友人からも「ヤバいね」と言われたという。同年11月には『過ちスクランブル』で連続ドラマに初主演。2018年4月期の『ブラックペアン』（TBSテレビ）ではクールな看護師役で存在感を発揮し反響を呼ぶ。
2018年、映画『生きてるだけで、愛。』で主演を務め、第33回高崎映画祭最優秀主演女優賞、第42回日本アカデミー賞新人俳優賞、おおさかシネマフェスティバル2019主演女優賞を受賞した。
2022年10月17日、連続テレビ小説『ブギウギ』で2471人が応募したオーディションで選出され、ヒロイン・花田鈴子役を演じることが発表された。朝ドラへの出演は2016年上半期の『とと姉ちゃん』以来約7年ぶりとなる。
2023年11月、10月に父・豊と2人で新会社（Trysome Bros.LLC合同会社）を立ち上げていたことを『週刊文春』で報じられた。

## 人物

### 人柄・趣味・嗜好
身長は158 cm。スリーサイズはB78 cm、W57 cm、H80 cm。靴のサイズは22.5 cm。
趣味はフィギュアスケートと映画鑑賞。特技はクラシックバレエ、英語、ギター。自宅にかき氷機を購入するほどのアイス好き。
家でひとりで過ごすのが好きである。プライベートでは根っからのインドア派で、稽古場か仕事の現場にいるか、自宅で台詞を覚えたり、ネット配信のドラマを見たりしている。休みの日はマッサージに行くぐらいで、ジムなどには行かずにトレーニングも自宅で行う。
イギリス留学中は寮生活を経験。4人部屋で、最初は英語がまったくわからず辞書を引いて会話していたが、まわりの人が簡単な英語で話してくれたため気づいたら理解できるようになった。
性格は、あまり行動的ではなく、宅配ボックス内の荷物を取り出し忘れたり、PASMOをたびたび紛失するなどのおっちょこちょい。母は、「気質は水谷似。努力家で、お芝居に対する思いがすごく強い」としている。

### 女優として
トークショーでの大林宣彦の言葉「役者は絵の具であるべきだ。どんな色にもなれるから」を大切に、「エキセントリックな個性的な役の方がいいかも。監督の追い求めているものに少しでも近づきたいし、限界まで出し切りたい」と語る。
舞台『シェイクスピア・ソナタ』（2007年）の観劇で芝居に興味を持ち、『国民傘』（2011年）の最終オーディションで不合格となるも『不道徳教室』（2013年）『ジュリエット通り』（2014年）に起用し「好きなようにやっていいよ」と自分表現を認めてくれた岩松了を師匠、先生と仰ぎ、「岩松の作品で、生き続けられるような役者でいたい」と語っている。

### 親族
父は俳優の水谷豊、母は伊藤蘭。趣里の母方の高祖父は、第15代広島市市長を務めた伊藤貞次（新潟県生まれ）、曽祖父の伊藤太郎は川崎市役所勤務（画家としての雅号は伊藤蘭）、曽祖母のハマは、山形県の弁護士・政治家で山形弁護士会会長、山形県会議員、山形市会議員などをつとめた奈良村正則（旧天童藩士）の三女である。
略系図
|  |  |  |  |  |  |  |  |  |  |  |  |  |  | 伊藤貞次 | 伊藤貞次 | 伊藤貞次 | 伊藤貞次 | 伊藤貞次 | 伊藤貞次 |          |          |          |          |          |          | 奈良村正則 | 奈良村正則 | 奈良村正則 | 奈良村正則 | 奈良村正則 | 奈良村正則 |        |        |        |        |        |        |  |  |  |  |  |  |  |  |  |  |
|  |  |  |  |  |  |  |  |  |  |  |  |  |  | 伊藤貞次 | 伊藤貞次 | 伊藤貞次 | 伊藤貞次 | 伊藤貞次 | 伊藤貞次 |          |          |          |          |          |          | 奈良村正則 | 奈良村正則 | 奈良村正則 | 奈良村正則 | 奈良村正則 | 奈良村正則 |        |        |        |        |        |        |  |  |  |  |  |  |  |  |  |  |
|  |  |  |  |  |  |  |  |  |  |  |  |  |  | 伊藤太郎 | 伊藤太郎 | 伊藤太郎 | 伊藤太郎 | 伊藤太郎 | 伊藤太郎 |          |          |          |          |          |          | ハマ       | ハマ       | ハマ       | ハマ       | ハマ       | ハマ       |        |        |        |        |        |        |  |  |  |  |  |  |  |  |  |  |
|  |  |  |  |  |  |  |  |  |  |  |  |  |  | 伊藤太郎 | 伊藤太郎 | 伊藤太郎 | 伊藤太郎 | 伊藤太郎 | 伊藤太郎 |          |          |          |          |          |          | ハマ       | ハマ       | ハマ       | ハマ       | ハマ       | ハマ       |        |        |        |        |        |        |  |  |  |  |  |  |  |  |  |  |
|  |  |  |  |  |  |  |  |  |  |  |  |  |  |          |          |          |          |          |          |          |          |          |          |          |          |            |            |            |            |            |            |        |        |        |        |        |        |  |  |  |  |  |  |  |  |  |  |
|  |  |  |  |  |  |  |  |  |  |  |  |  |  |          |          |          |          |          |          | 伊藤英邦 | 伊藤英邦 | 伊藤英邦 | 伊藤英邦 | 伊藤英邦 | 伊藤英邦 |            |            |            |            |            |            | 八重子 | 八重子 | 八重子 | 八重子 | 八重子 | 八重子 |  |  |  |  |  |  |  |  |  |  |
|  |  |  |  |  |  |  |  |  |  |  |  |  |  |          |          |          |          |          |          | 伊藤英邦 | 伊藤英邦 | 伊藤英邦 | 伊藤英邦 | 伊藤英邦 | 伊藤英邦 |            |            |            |            |            |            | 八重子 | 八重子 | 八重子 | 八重子 | 八重子 | 八重子 |  |  |  |  |  |  |  |  |  |  |
|  |  |  |  |  |  |  |  |  |  |  |  |  |  |          |          |          |          |          |          |          |          |          |          |          |          |            |            |            |            |            |            |        |        |        |        |        |        |  |  |  |  |  |  |  |  |  |  |
|  |  |  |  |  |  |  |  |  |  |  |  |  |  | 水谷豊   | 水谷豊   | 水谷豊   | 水谷豊   | 水谷豊   | 水谷豊   |          |          |          |          |          |          | 伊藤蘭     | 伊藤蘭     | 伊藤蘭     | 伊藤蘭     | 伊藤蘭     | 伊藤蘭     |        |        |        |        |        |        |  |  |  |  |  |  |  |  |  |  |
|  |  |  |  |  |  |  |  |  |  |  |  |  |  | 水谷豊   | 水谷豊   | 水谷豊   | 水谷豊   | 水谷豊   | 水谷豊   |          |          |          |          |          |          | 伊藤蘭     | 伊藤蘭     | 伊藤蘭     | 伊藤蘭     | 伊藤蘭     | 伊藤蘭     |        |        |        |        |        |        |  |  |  |  |  |  |  |  |  |  |
|  |  |  |  |  |  |  |  |  |  |  |  |  |  |          |          |          |          |          |          |          |          |          |          |          |          |            |            |            |            |            |            |        |        |        |        |        |        |  |  |  |  |  |  |  |  |  |  |
|  |  |  |  |  |  |  |  |  |  |  |  |  |  |          |          |          |          |          |          | 趣里     |          |          |          |          |          |            |            |            |            |            |            |        |        |        |        |        |        |  |  |  |  |  |  |  |  |  |  |

### 両親との関係
趣里の誕生日は父と親友だった俳優の松田優作と同じ9月21日で、その前年に優作が亡くなり、豊は打ちのめされていたが、「娘の誕生のおかげで喜びが訪れた。」という。
芸能界入りについて豊は「本音を言うと、趣里には芸能界に入ってほしくなかった。この世界どんな男がいるかわからないし、それに天国と地獄を味わわなきゃいけない。趣里が子どもの頃から“こっちに来ちゃダメ”と言い聞かせていた。趣里が大学時代、母の蘭の舞台を見に行って、興味を抱くようになったみたいで、僕には言いませんでしたが、蘭にはその思いを打ち明けていたみたい。」と述べている。
趣里が主演映画『生きてるだけで、愛。』でヌードシーンに挑んだ際、豊が激怒したという報道もあったが、豊は2023年『週刊文春』のインタビューで、それを否定している。
2025年1月25日、母・蘭のコンサートツアー最終日のアンコールにゲスト出演し、「買物ブギー」「ラッパと娘」を熱唱し会場を沸かせた。また、蘭の楽曲も手を繋いで共に歌い、初の母娘共演を披露した。

### 交友関係
劇作家の根本宗子や女優の前田敦子と仲がいい。前田は2022年10月9日に自身のInstagramを更新し、趣里との仲良しショットを公開し、「趣里は家族いやそれ以上」とつづり、趣里と編笠をかぶり、川床で食事を楽しんでいるショットをアップしている。

## 出演

### テレビドラマ
- 3年B組金八先生ファイナル「最後の贈る言葉」（2011年3月27日、TBS） - 柴崎茜 役[44]
- さよならぼくたちのようちえん（2011年3月30日、日本テレビ） - 畠田史奈 役
- ハンチョウ〜神南署安積班〜 シリーズ4〜正義の代償〜 第1話（2011年4月11日、TBS） - 二川まどか 役
- IS（アイエス）〜男でも女でもない性〜（2011年7月18日 - 9月19日、テレビ東京） - 山田樹里亜 役
- 光る壁画（2011年10月1日、テレビ朝日） - 野島春子 役
- D×TOWN「ボクらが恋愛できない理由」（2012年6月1日 - 6月22日、テレビ東京） - 遠藤香奈子 役
- 青山ワンセグ開発 ビデオチャットドラマ 三つの告白「記憶」（2013年10月11日、NHKワンセグ2）[45]
- プレミアムドラマ 歌謡曲の王様伝説 阿久悠を殺す（2013年12月22日、NHK BSP）
- 37.5℃の涙（2015年7月9日 - 9月17日、TBS） - 町井里沙 役
- 妻と飛んだ特攻兵（2015年8月16日、テレビ朝日） - 藤田真知子 役
- 東京ウエストサイド物語 (2015年12月2日、NHK BSP） - 梅千代 役
- 植物男子ベランダー 俺のウィンタースペシャル 第2夜（2015年12月28日、NHK BSP） - 夏芽みずき 役
- 山本周五郎人情時代劇 第7話「初蕾」（2016年1月5日、BSジャパン） - お民 役
- わたしのウチには、なんにもない。（2016年2月6日 - 3月12日、NHK BSP） - 菊池 役
- トットてれび 最終話（2016年6月18日、NHK総合）
- 連続テレビ小説（NHK総合）
  - とと姉ちゃん（2016年8月） - 藤ヶ谷（大塚）寿美子 役
  - ブギウギ（2023年10月2日 - 2024年3月29日） - 主演・花田鈴子（福来スズ子） 役[29][30][31][46]
- 吉祥寺だけが住みたい街ですか? 第2話（2016年10月21日、テレビ東京） - 今村貴子 役
- こんにちは、女優の相楽樹です。 第3話（2017年3月21日、テレビ東京） - 店員・田中 役
- リバース(2017年4月14日 - 6月16日、TBS） - 村井香織 役
- 山本周五郎時代劇 武士の魂 第2話「晩秋」（2017年4月18日、BSジャパン） - 浜野都留 役
- デッドストック〜未知への挑戦〜 第4話（2017年8月12日、テレビ東京） - 轡田奈津美 役
- この声をきみに（2017年9月18日 - 11月17日、NHK総合） - 熊川絵里 役
- 京都人の密かな愉しみ Blue 修業中（NHK BSP） - 上町葉菜 役
  - 送る夏（2017年9月30日）
  - 祝う春（2018年4月14日）
  - 祇園さんの来はる夏（2019年8月17日）[47]
  - 燃える秋（2021年1月30日）
  - 門出の桜（2022年5月28日）
- トットちゃん!（2017年10月 - 12月、テレビ朝日） - 井川咲子 役
- 過ちスクランブル（2017年11月 - 12月、フジテレビTWO） - 主演・君島理沙 役[注 2][48]
- ブラックペアン（TBS） - 猫田麻里 役
  - シーズン1（2018年4月22日 - 6月24日）
  - シーズン2（2024年7月7日 - 9月15日）[49]
- 僕とシッポと神楽坂（2018年10月12日 - 11月30日、テレビ朝日） - すず芽 役[50]
- イノセンス 冤罪弁護士（2019年1月19日 - 3月23日、日本テレビ） - 城崎穂香 役
- ほんとにあった怖い話 「汲怨のまなざし」（2019年10月12日、フジテレビ） - 真鍋みなみ 役
- モトカレマニア（2019年10月17日 - 12月12日、フジテレビ） - 加賀千鶴 役[51]
- 時効警察はじめました 第5話（2019年11月15日、テレビ朝日） - 村瀬夏歩 役[52]
- 不協和音 炎の刑事 VS 氷の検事（2020年3月15日、テレビ朝日） - ヒロイン・宇都宮実桜 役[53]
- 私の家政夫ナギサさん（2020年7月7日 - 9月1日、TBS） - 福田唯 役[54]
  - 私の家政夫ナギサさん 新婚おじキュン! 特別編（2020年9月8日）[55]
- 怖い絵本 その3「かがみのなか」（原作：恩田陸）（2020年11月1日、NHK Eテレ） - 出演・朗読[56]
- レッドアイズ 監視捜査班（2021年1月23日 - 3月27日、日本テレビ） - 長篠文香 役[57]
- 初情事まであと1時間 第7話（2021年9月3日、毎日放送 / 9月2日、TBS） - 主演・月子 役[58]
- ボイスII 110緊急指令室 最終話（2021年9月25日、日本テレビ） - 謎の女性 役[59]
- 東京、愛だの、恋だの（2021年12月29日、テレビ東京） - 正木優子 役[60][注 3]
- DCU〜手錠を持ったダイバー〜（2022年1月16日 - 3月20日、TBS） - 神田瑠璃 役[61]
- 脚本芸人 第1夜（2022年6月22日、フジテレビ）- ヒロイン・小森かな 役[62]
- 石子と羽男-そんなコトで訴えます?- 第4話（2022年8月5日、TBS） - 堂前絵実 役[63]
- サワコ 〜それは、果てなき復讐（2022年10月2日 - 12月4日、BS-TBS） - 主演・深井サワコ 役[64]
- 東京貧困女子。-貧困なんて他人事だと思ってた-（2023年11月17日 - 12月22日、WOWOW） - 主演・雁矢摩子 役[65][66]
- モンスター（2024年10月14日 - 12月23日、関西テレビ・フジテレビ） - 主演・神波亮子 役[67][68]

### 映画
- シグナル〜月曜日のルカ〜（2012年6月9日、ショウゲート） - 神崎杏奈 役
- 東京無印女子物語（2012年6月16日、ベストブレーン） - 大館カオリ 役
- ばななとグローブとジンベイザメ（2013年2月2日、アイエス・フィールド） - 堂本さつき 役
- ただいま、ジャクリーン（2013年3月9日、映画美学校） - 恵美 役
- おとぎ話みたい（2013年、寝具劇団） - 主演・高崎しほ 役[69][注 4]
- ジョフクの恋（2013年） - 主演・本宮弓月役[70][注 5]
- 上京ものがたり（2013年8月24日、ファントム・フィルム）
- 恋につきもの「恋につきもの」（2014年4月12日、東京藝術大学大学院映像研究科）
- 水の声を聞く（2014年8月30日、シネマ☆インパクト） - 坂井美奈 役
- 東京の日（2015年10月31日） - 主演・アカリ 役[71]
- 秋の理由（2016年10月29日） - ミク 役 [72][73]
- 母 小林多喜二の母の物語（2017年） ‐ 滝口タミ 役
- 彼女の人生は間違いじゃない（2017年7月15日）
- 過ちスクランブル（2017年10月28日、マウンテンゲートプロダクション） - 主演・君島理沙 役[注 2][48]
- 勝手にふるえてろ（2017年12月23日、ファントム・フィルム） - 金髪店員 役
- 生きてるだけで、愛。（2018年11月9日、クロックワークス） - 主演・寧子 役[74]
- 空白（2021年9月23日、スターサンズ・KADOKAWA） - 今井若菜 役[75][76]
- ホリック xxxHOLiC（2022年4月29日、松竹 / アトミック・エース） - 美咲 役[77]
- 流浪の月（2022年5月13日、ギャガ） - 安西佳菜子 役[78]
- もっと超越した所へ。（2022年10月14日、ハピネットファントム・スタジオ） - 櫻井鈴 役[79]
- 零落（2023年3月17日、日活 / ハピネットファントム・スタジオ） - ちふゆ 役[80]
- 愛にイナズマ（2023年10月27日、東京テアトル） - 携帯ショップの女 役[81]
- ほかげ（2023年11月25日、新日本映画社） - 主演[82]

### 舞台
- 「HIKOBAE」（2012年3月11日、アメリカ合衆国ニューヨーク・Alvin Ailey American Dance Theater / 3月20日、天王洲銀河劇場 / 3月31日、福島県相馬市・はまなす館）[83]
- 「黄色い叫び」（2012年5月2日-6日、下北沢Geki地下Liberty）
- 劇団扉座第51回公演「端敵★天下茶屋」（2012年10月13日・14日、厚木市文化会館 / 10月17日 - 28日、座・高円寺 / 11月2日・3日、黒崎ひびしんホール）
- 第7回直也の会「舞姫」（2013年2月13日 - 17日、笹塚ファクトリー）
- 「HIKOBAE2013」（2013年3月23日 - 4月2日）
- 「不道徳教室」（2013年5月29日 - 6月4日、KAAT神奈川芸術劇場 / 6月8日 - 23日、シアタートラム）
- Reach vol.17「The Seven Lucky Guys 2」（2013年9月25日・26日、東京芸術劇場）
- オーストラ・マコンドー
  - 「さらば箱舟」（2014年2月6日 - 16日、吉祥寺シアター）
  - 「カズオ」「斜めから見ても真っ直ぐ見てもなんだかんか嫌いじゃないもの」（2014年8月7日 - 17日、渋谷ギャラリー・ルデコ4）
  - 小津安二郎に捧ぐ「家族」（2015年3月5日 - 15日、吉祥寺シアター）
- SPACE POND #3「ザ・フルーツ」（2014年4月2日 - 9日、下北沢駅前劇場）
- 空想組曲番外公演「無意味な花園」（2014年9月2日 - 9日、サンモールスタジオ）
- 「ジュリエット通り」（2014年10月8日 - 31日、Bunkamuraシアターコクーン）
- リーディング＆プレイ「トレモスのパン屋」（2015年2月28日、きららホール）
- 地人会新社公演「クライムス オブ ザ ハート」（2015年4月9日 - 19日、赤坂RED/THEATER）
- 「大逆走」（2015年10月9日 - 25日、シアターコクーン / 10月29日 - 11月1日、森ノ宮ピロティホール）
- ねもしゅーのおとぎ話「ファンファーレサーカス」（2016年2月11日 - 14日、新宿FACE）
- アルカディア（2016年4月6日 - 30日、Bunkamuraシアターコクーン） - トマシナ 役[84]
- メトロポリス（2016年11月7日 - 30日、Bumkamuraシアターコクーン） - カムロ 役[85]
- 陥没（2017年2月4日 - 26日、 Bunkamuraシアターコクーン / 3月3日 - 6日、森ノ宮ピロティホール） - 道下ユカリ 役
- 黒塚家の娘（2017年5月12日 - 6月11日、シアタートラム） - 黒塚華南 役
- ペール・ギュント（2017年12月6日 - 24日、世田谷パブリックシアター） - ソールヴェイ 役
- マクガワン・トリロジー（2018年6月29日 - 7月1日、穂の国とよはし芸術劇場PLAT / 7月4日 - 8日、兵庫県立芸術文化センター阪急中ホール / 7月13日 - 29日、世田谷パブリックシアター）
- クラッシャー女中（2019年3月22日 - 4月14日、本多劇場 / 17日、日本特殊陶業市民会館ビレッジホール / 19日 - 21日、梅田芸術劇場シアター・ドラマシティ / 23日、島根県民会館大ホール / 25日、JMSアステールプラザ大ホール）
- オレステイア（2019年6月6日 - 30日、新国立劇場中劇場）
- 日本文学シアター Vol.6【坂口安吾】「風博士」(2019年12月、世田谷パブリックシアター/ 2020年1月、大阪 森ノ宮ピロティホール)
- わたしの耳（2020年9月9日 - 9月18日、新国立劇場小劇場）
- ハロルドとモード（2020年9月28日 - 10月3日、EXシアター六本木 / 10月14日　15日、シアター・ドラマシティ）
- オレステスとピュラデス（2020年11月28日 - 12月13日、KAAT神奈川芸術劇場）
- ほんとうのハウンド警部（2021年3月5日 - 3月31日、Bunkamuraシアターコクーン）
- キネマの天地（2021年6月10日 - 6月27日、新国立劇場）
- KAAT×城山羊の会「温暖化の秋 -hot autumn-」 （2022年11月13日 - 11月27日、KAAT神奈川芸術劇場 大スタジオ）[86]

### PV
- おとぎ話 「COSMOS」（2014年11月14日）
- Heavenstamp「愛を込めて、ウェンディ」（2017年3月16日公開）

### 広告
- 小田急電鉄 「世界に一つの日々と〜3人の日々編」（2016年 - 終了）

### CM
- ミクシィ・リクルートメント Find Job! 「先進途上人」篇（2018年1月9日 - 終了）[87]
- ダスキン クリーン・ケア 「くらしのリズムを整えよう」（2018年3月25日 - 終了）[88]
- Apple Watch5
- 日本郵政（2024年7月13日 - ）[89]

### ラジオ
- FMヨコハマ連続ラジオドラマ「河童田と天狗寺」（2016年1月1日 - 3月25日、FMヨコハマ）[90]
- TOKYO FM特別番組松本隆50周年記念ラジオドラマ「恋人ができてしまったら、心を風街に閉じ込めて。」（2021年11月22日（21日深夜）、TOKYO FM） - 「わたし」 役[注 6][91]
- 土佐兄弟の火曜CultureZ（2022年3月15日、文化放送）
- スナック趣里（2022年5月12日、2024年12月13日、文化放送）[92]

## ライブ
- 「伊藤蘭 〜Over the Moon〜 コンサートツアー 2024-2025」のツアーファイナルにサプライズ出演。NHK朝の連続テレビ小説「ブギウギ」で歌った劇中歌『買物ブギー』と『ラッパと娘』をソロ、伊藤の持ち歌を母娘デュエットでライブ初披露。（2025年1月25日、東京ガーデンシアター(有明)  ）

## 作品

### 楽曲
- ハッピー☆ブギ（2023年） - 中納良恵・さかいゆう・趣里名義の楽曲。NHK総合、連続テレビ小説「ブギウギ」の主題歌。
- 東京ブギウギ（2023年） - 福来スズ子（趣里）名義の楽曲。NHK総合、連続テレビ小説「ブギウギ」の挿入歌

## 受賞歴
2013年
- MOOSIC LAB 2013 最優秀女優賞（『おとぎ話みたい』）

2018年
- 第12回 コンフィデンスアワード・ドラマ賞 新人賞（TBS系『ブラックペアン』）

2019年
- 第33回 高崎映画祭 最優秀主演女優賞 （『生きてるだけで、愛。』）
- 第42回日本アカデミー賞 新人俳優賞（『生きてるだけで、愛。』）
- おおさかシネマフェスティバル 主演女優賞（『生きてるだけで、愛。』）
- 第28回 日本映画プロフェッショナル大賞 主演女優賞（『生きてるだけで、愛。』）

2024年
- 第97回 キネマ旬報ベスト・テン 主演女優賞（『ほかげ』）
- 第32回橋田賞 新人賞（『ブギウギ』）
- 第119回ザテレビジョンドラマアカデミー賞 主演女優賞（『ブギウギ』）

2025年
- 第49回エランドール賞「新人賞（TVガイド賞）」

## 福来スズ子
福来 スズ子（ふくらい すずこ）は日本の歌手で、2023年度後期（令和5年10月2日－）NHK放送の笠置シヅ子をモデルにした「連続テレビ小説『ブギウギ』」で趣里が演じる主人公。
劇中では趣里が演じる“福来スズ子”によって笠置の代表的な曲がいくつか歌われており、放送開始直後の10月4日に日本コロムビアからカップリング曲に“福来スズ子（趣里）”名義の「東京ブギウギ」を収録した番組主題歌「ハッピー☆ブギ」の配信限定シングルがリリースされた。また、同年12月13日にはYouTubeやSNSで反響を呼んだ劇中歌を集めたミニ・アルバムCD『福来スズ子 傑作集』が同レーベルからリリースされた。なお、アルバムの発売に先立つ11月11日には福来スズ子（趣里）が歌う笠置のデビュー曲「ラッパと娘」が先行配信された。